# Game Dev Tycoon
Game Dev Tycoon je simulační videohra vyvinutá společností Greenheart Games, která ji vydala 10. prosince 2012. Ve hře hráč vyvíjí hry, videohry a na pokročilé úrovni i herní konzole. Její tvůrci se inspirovali hrou Game Dev Story. Pracovali na ní bratři a zakladatelé společnosti Greenheart Games Patrick a Daniel Klugovi. Tato hra má ve službě Steam přes 1 milion vlastníků.

## Vydání proti pirátství
Vývojáři implementovali jedinečné opatření proti pirátství Game Dev Tycoon. Patrick Klug, zakladatel Greenheart Games věděl, že hra bude pravděpodobně rozsáhle torrentována, a tak záměrně vydal cracknutou verzi hry a sám ji nahrál na stránky Torrent. Hraní v této verzi je až na jednu variantu identické, a to na takovou, že až hráč postoupí ve hře, obdrží následující zprávu:
Šéfe, zdá se, že zatímco mnoho hráčů hraje naši novou hru, ukradnou ji stažením popraskané verze, místo aby si ji legálně koupili. Pokud si hráči nebudou kupovat hry, které se jim líbí, dříve nebo později zkrachujeme.

-  Greenheart Games, Game Dev Tycoon
Hráči cracknuté verze nakonec postupně budou přicházet o peníze, dokud nezkrachují kvůli pirátům. Web Ars Technica uvedl, že si někteří hráči stěžovali na vtipech hry o této funkci pirátství, aniž by věděli, že se objevila jen proto, že hru sami nelegálně stáhli.[zdroj?]

## Postup
Hráč začíná v garáži počátkem 80. let během zlatého věku arkádových videoher bez zaměstnanců, s omezenými penězi a omezenými možnostmi pro první hru. Při vytváření nových her se odemykají nové možnosti. Když je vyvinut první herní engine, zlepšují se dovednosti hráče při vývoji hry. Vydány budou také nové konzole a hráč si bude moct zakoupit licence pro některé konzole, jako jsou GS (Nintendo DS), PlaySystem (PlayStation), mBox (Xbox), Vena Oasis (Sega Genesis), TES (NES, neboli Nintendo Entertaiment System) a grPad (iPad), které parodují skutečné konzole a zařízení s různými názvy kvůli předpisům o ochranných známkách. Jak hráč postupuje hrou dále, má příležitost přestěhovat se do nových kanceláří a najmout si zaměstnance. Poté je k dispozici další expanze, kdy hráči dostanou příležitost otevřít laboratoř výzkumu a vývoje při dosažení určitých požadavků, které hostí velké projekty, což hráči umožní odemknout věci, které by jinak nedokázali, jako třeba Grid (Steam), Vlastní herní výstavu, 3D grafika 6, atd. Hráč si může také otevřít hardwarovou laboratoř a vytvořit vlastní konzole a zařízení.

## Recenze
Hra Game Dev Tycoon získala , na Obchodu Play hodnocení 4,8 hvězdiček a na App Storu 4,9. Na Steamu z více než 36 000 hodnocení, ji 95% hráčů ohodnotilu kladně.
Na Metacritic má hra hodnocení 68/100 na PC a 89/100 na iOS.